# Anodiseren

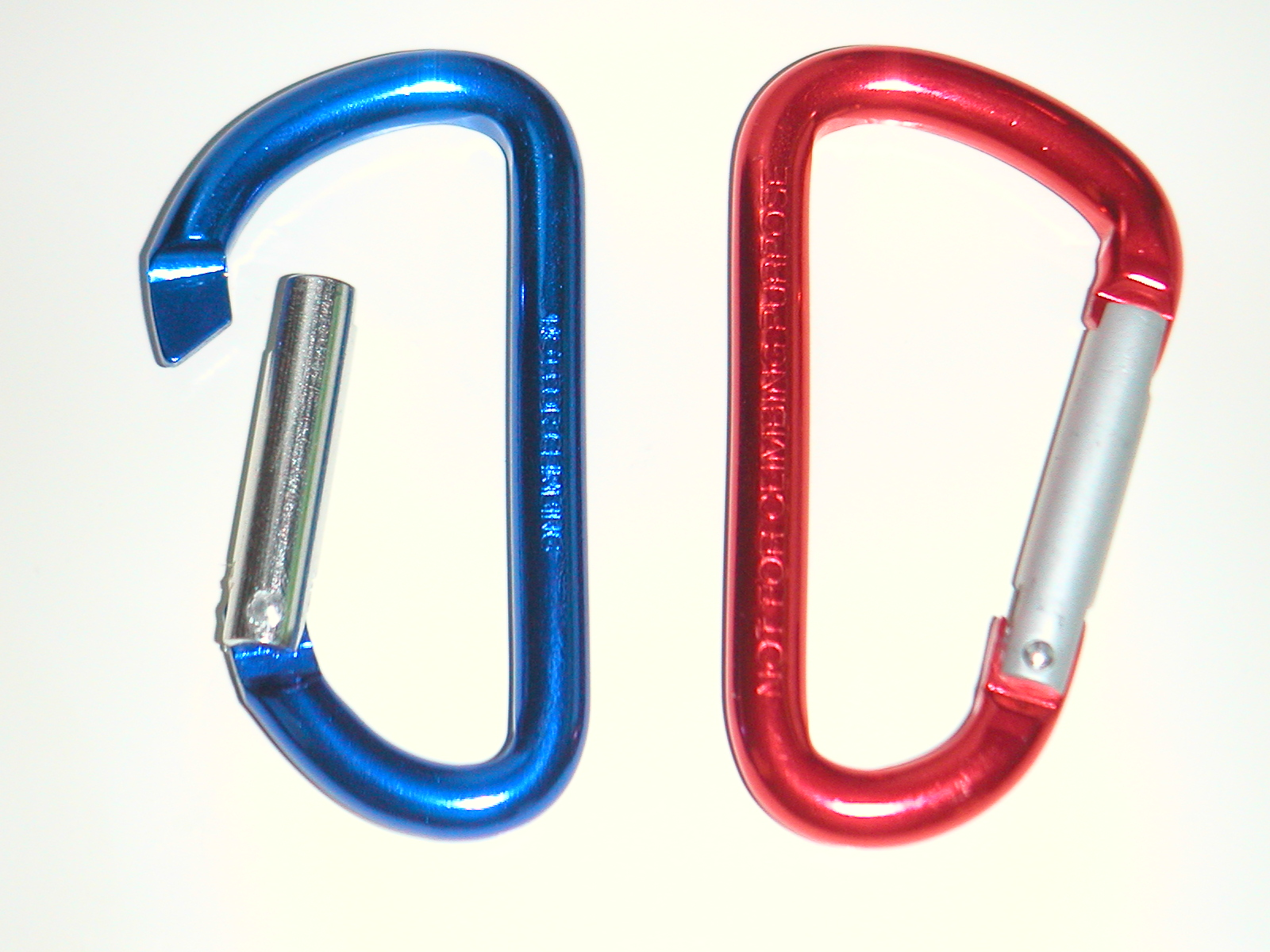
Geanodiseerde aluminium karabijnhaak

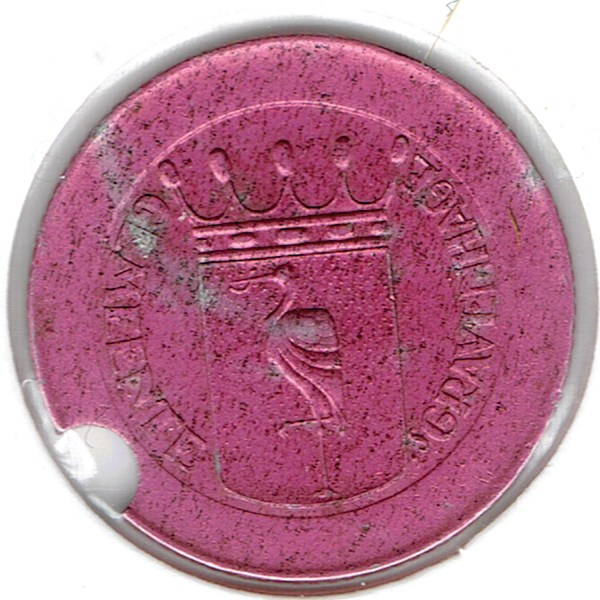
Rood geanodiseerde gaspenning van Den Haag. Door de poreusheid van de oxidelaag zijn donker gecorrodeerde vlekjes ontstaan

Anodiseren is een oppervlaktebehandeling om metalen substraat (ondergrond), zoals aluminium en titanium te voorzien van een oxidelaag.
Anodiseren gebeurt door middel van een elektrolytische behandeling. De oxidelaag is hard, poreus en slijtvast. Daarna kan door afsluiten van de poriën (sealen) de corrosiebestendigheid worden verbeterd. Het synoniem eloxeren is afgeleid van het Duitse woord eloxieren, dat is ontstaan uit het woord Eloxal-Verfahren waarbij Eloxal een samentrekking is van de omschrijving van het proces: Elektrolytische Oxidation von Aluminium.

## Behandelingstypen
Diverse elektrolyten kunnen worden gebruikt om een anodiseerproces uit te voeren. Afhankelijk van het te anodiseren materiaal en de gewenste eigenschappen van de anodiseerlaag zal een elektrolyt en behandelingstype geselecteerd worden.
In de Amerikaanse militaire norm MIL-A-8625 wordt een globaal onderscheid van drie typen processen gemaakt voor het anodiseren van aluminium(legeringen):
1. Chroomzuur anodiseren
2. Zwavelzuur anodiseren
3. Hard anodiseren

Alle aluminiumlegeringen kunnen met behulp van anodiseren een dunne oppervlaklaag krijgen (<25μm), maar hun geschiktheid voor hardcoating varieert. Hardcoating is ook anodiseren, maar op een speciale manier. De coating kan een dikte krijgen van 50μm of meer en heeft zwarte tot grijszwarte kleur.

## Structuur
Tijdens anodiseren wordt onder elektrochemische omstandigheden een oxidelaag aangebracht op het aluminium substraat. Deze laag wordt aangebracht met een dikte tussen de 5 en 150 µm en is daarmee dikker dan de oorspronkelijke oxidelaag van enkele nm. Deze oxidelaag heeft als eigenschappen dat het hard, slijtvast, elektrisch isolerend en poreus is en beschermen het oppervlak voor beschadigingen zoals corrosie. Het anodiseerproces bestaat uit drie stappen, namelijk een voorbehandeling van het oppervlak, het anodiseren zelf en sealen. Hierbij zijn de verkregen laagdiktes respectievelijk tussen de 5 en 30 µm terwijl bij hard anodiseren laagdiktes worden verkregen tussen de 25 en 150 µm. Dit verschil wordt bekomen door een hogere stroomsterkte bij hard anodiseren te gebruiken.
De anodiseerde oxidestructuur is afkomstig van het aluminiumsubstraat en is volledig samengesteld uit aluminiumoxide (Al2O3).  Dit aluminiumoxide wordt niet op het oppervlak aangebracht zoals verf of beplating, maar is volledig geïntegreerd met het onderliggende aluminiumsubstraat, zodat het niet kan afbreken of schilferen. Het heeft een zeer geordende, poreuze structuur die secundaire processen mogelijk maakt, zoals kleuren en afdichten.

## Proces
Het anodiseerproces bestaat uit de volgende processtappen;
- Reinigen. Als eerste wordt het te bedekken metaal gereinigd om het vuil en de natuurlijke oxidelaag te verwijderen.
- Eventuele reductie van de dikte door etsen met een zuur of base, meestal natriumhydroxide, om uiteindelijk op de oorspronkelijke maat uit te kunnen komen, het zogenoemde 'maatvast anodiseren'.
- Het eigenlijke anodiseren. Het laten aangroeien van een laag oxidekristallen met behulp van gelijkstroom, door het te bedekken metaal in een bad met zwavelzuur of chroomzuur te plaatsen waarbij het metaal als anode geschakeld is (een vorm van elektrolyse), vandaar de benaming anodiseren. Tijdens of na het aangroeien kunnen de poreuze kristallen met verschillende kleurstoffen (pigmenten) gekleurd worden.
- Het afdichten (sealen) van de poreuze kristallen door stoom of kokend water. Een alternatief is onderdompeling in een nikkel-houdende vloeistof.

Bij hard anodiseren, type III anodiseren, is de laagdikte standaard 25 tot 50 µm. Een hard-anodiseerlaag is van nature donkerder gekleurd en moeilijker in een specifieke kleur te brengen.

## Toepassingen
- In de bouw om metaal, zoals aluminium kozijnen, tegen corrosie te beschermen.
- Als elektrische isolatielaag.
- Als zwarte laag op koelplaten, waardoor de warmtestraling wordt vergroot.
- In de fiets- en automobielbouw om het uiterlijk te verfraaien, om het tegen corrosie te beschermen, en in het geval van voorvorken, tandwielen en dempers: wrijving verminderen.
- In de machinebouw voor verbeterde drukbelasting en slijteigenschappen. Tevens kunnen in de anodiseerlaag teflon-achtige materialen aangebracht worden in plaats van kleurstof. Hierdoor neemt de wrijving af en wordt een anti-hechtlaag gecreëerd.
- In de druktechniek voor de wet-ability van offsetplaten en het aanbrengen van een lichtgevoelige laag.
- In de laktechniek als hechtlaag voor lakken
- Als decoratie: om het uiterlijk, meestal met kleuren, te verfraaien. Het aluminiumoxide is kleurloos en doorzichtig als glas. Lichtere kleuren maken extra gebruik van deze doorzichtigheid met als resultaat doorzichtige metallische kleuren.